# Louise Henriette von Mangoldt
Louise Henriette von Mangoldt (* 28. November 1823 in Pegau bei Leipzig; † 26. März 1865 in Tharandt) war eine deutsche Pädagogin und Namensgeberin des Gymnasiums Luisenstift in Radebeul-Niederlößnitz.

## Familie
Louise Henriette von Mangoldt entstammte der osterländischen Adelsfamilie von Mangoldt und war die Tochter des königlich-sächsischen Rittmeisters Adolf Friedrich August von Mangoldt (1795–1842) und dessen 1821 in Grimma geheirateter Ehefrau Henriet Concordia geb. Schultze (1800–1853). Von Mangoldts Großvater väterlicherseits war der königlich-sächsische Oberst Karl Gottlob von Mangoldt auf Schilbach und Tannenbergsthal (1756–1826), der königlich-sächsische Appellationsgerichtspräsident Karl Georg Julius von Mangold (1795–1870) ihr Onkel und Zwillingsbruder ihres Vaters. Der Staats- und Wirtschaftswissenschaftler Hans von Mangoldt (1824–1868) war ihr Cousin.

## Leben und Wirken
Der Vater von Louise von Mangoldt war als Leutnant eines Reiterregiments in Leipzig stationiert. Später wurde er im Rang eines Rittmeisters nach Dresden und dann nach Freiberg versetzt, wo Louise von Mangoldt ihre Jugend verbrachte. Sie besuchte das Institut einer Mrs. Carry aus London und erhielt eine fundierte, besonders auch fremdsprachliche Ausbildung.
Nach dem Tod des Vaters im Jahre 1842 übersiedelte Louise von Mangoldt mit ihrer Mutter nach Tharandt. Hier schlossen sie sich der evangelisch-lutherischen Brüdergemeinde an.
1853 gründete Louise von Mangoldt in Tharandt eine Handarbeitsschule. 1856 weilte sie zu Besuch in der Töchterschule Waldenburg, deren Leitung sie übernehmen sollte. Auf Bitten der Tharandter kehrte sie jedoch zurück und eröffnete am 12. Oktober 1857 eine Töchterschule. Ihre Fähigkeiten im Umgang mit Kindern und ihr christlich-soziales Engagement fanden in der für Mädchen vor allem aus ärmeren Familien gegründeten Schule ihren Niederschlag. Neben Hausarbeitslehre (Stricken, Nähen u. a.) gab es Bibelunterweisungen, Singen und Turnen. Die Schule wurde von Internen und Externen besucht und erweiterte sich schnell:
- 1860: 20 Schülerinnen (11 Interne / 9 Externe)
- 1861: 31 Schülerinnen (14 Interne / 17 Externe)
- 1862: 41 Schülerinnen (23 Interne / 18 Externe)
- 1863: 45 Schülerinnen (24 Interne / 21 Externe)
- 1864: 50 Schülerinnen (24 Interne / 26 Externe)

Mangoldt strebte eine Erziehung der jungen Mädchen zu einfachen Christinnen an, mit „gründlicher Durchbildung in den Elementargegenständen, in Kunst und Sprachen“.
Im Jahr 1860 kam es zum Ankauf eines eigenen Hauses; 1863 erbat sie sich eine Diakonisse zu Hilfe, Schwester Lydia Fröhlich kam nach Tharandt. Als 1865 mehrere Schülerinnen an Masern erkrankten und ein Mädchen an Lungenentzündung verstarb, steckte sich vermutlich auch von Mangoldt an. Ihre schon immer schwache Konstitution vermochte der Krankheit keinen Widerstand zu leisten. Am 26. März 1865 verstarb von Mangoldt. Sie wurde auf dem Friedhof in Tharandt beigesetzt.
Kurz vor ihrem Tode übergab sie die Leitung an die Gräfin Julie Vitzthum, danach erfolgte die Umbenennung in Louisenstift. Mangoldt bestimmte testamentarisch, dass ihre Schule an die Dresdner Diakonissenanstalt übergeben werden sollte. Im Jahr 1870 wurde das Louisenstift nach Niederlößnitz verlegt, wo es heute als Gymnasium Luisenstift geführt wird. Die Diakonisse Lydia Fröhlich wurde in der Folgezeit Oberin in der dem Stift nahegelegenen Diakonissenanstalt Bethesda.